# TD 평행카르단 구동방식

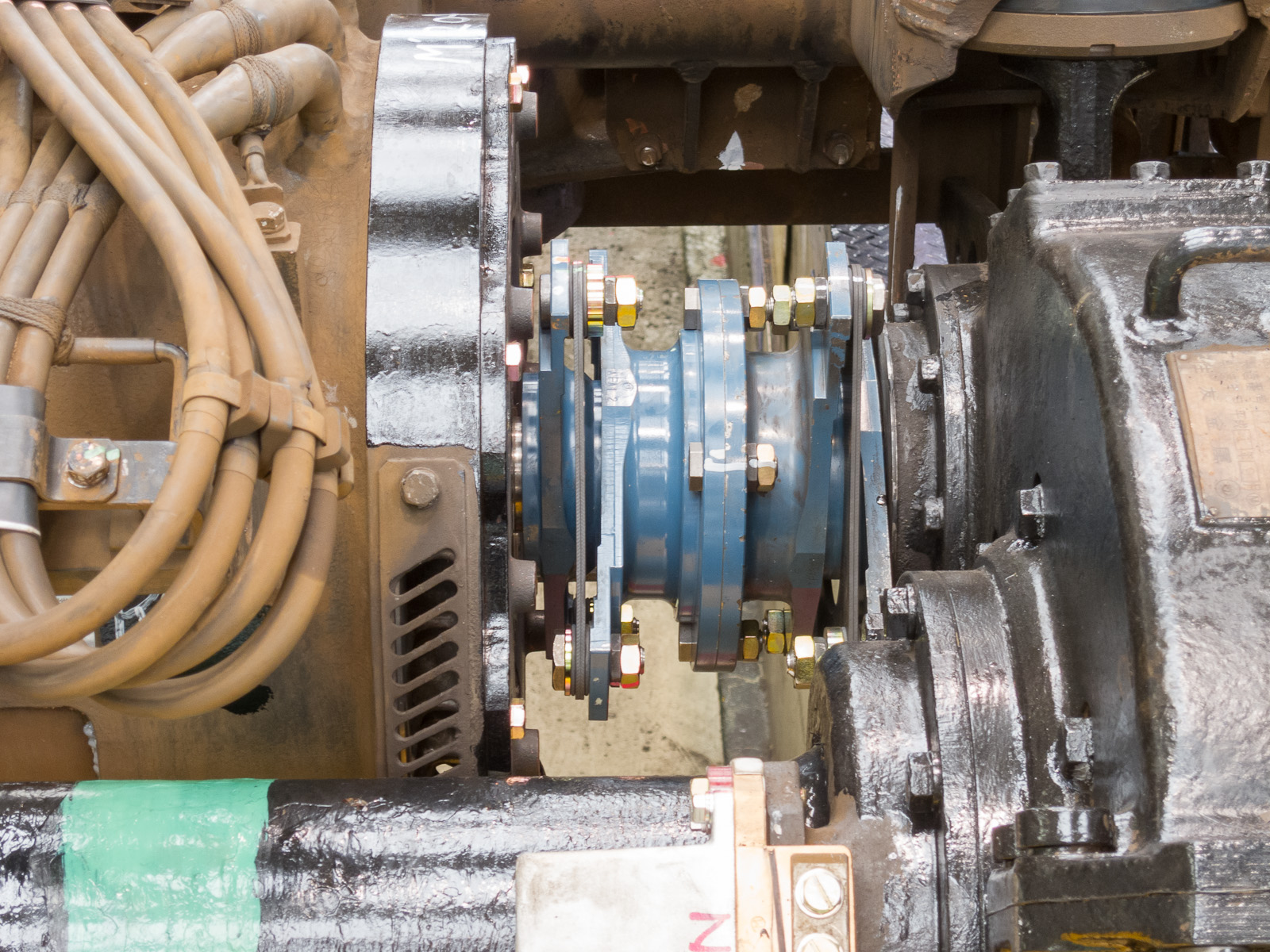
TD 평행카르단 구동방식의 TD 커플링(파란색 부분), 2개의 굴곡판을 조합한 구조다.

TD 평행카르단 구동방식(TD Drive)는 전동차의 구동방식 중 하나로, 그 이름은 2장의 디스크를 사용하는 구조인 'Twin Disc'이나 개발사인 토요 전기제조 (Toyo Denki)의 앞글자에서 유래되었다고 한다.

## 개요
중공축 평행카르단 구동방식을 대신하는 구동방식으로 일본의 토요 전기제조가 실용화했다. 'TD'는, 2장의 디스크를 사용하는 구조(Twin Disc)에서 나온 이름이지만, 개발사인 토요 전기제조의 앞글자(Toyo Denki)에서 따온 것이라고도 한다.
모터를 차축과 평행으로 대차 프레임에 고정하여, 모터의 출력축과 구동 기어를, 큰 편위를 허용하는 'TD 커플링'을 통해 연결한다. TD 커플링의 내부에는, 2장의 디스크에 끼워진, 탄소섬유 강화 플라스틱(CFRP)으로 완성된 굴곡판(たわみ板, flexural plate)을 조합하여 편위를 흡수하고 있다. 굴곡판을 통해 동력을 전달하고 편위를 흡수하는 것으로, 중공축 평행카르단의 발전형으로 볼 수도 있다.
중공축 평행카르단 구동방식과 비교하면, 모터의 회전축으로 중실축(中實軸)을 활용할 수 있어 보수성이 현격히 향상되었다. 때문에 서일본 여객철도를 제외한 JR 각사 등, 일찍이 중공축 평행카르단을 사용하고 있던 철도 사업자를 중심으로 채용사례가 늘고 있다.
또, 인터널 기어를 이용하는 WN 평행카르단 구동방식에 비해 구조가 단순하고 조립이나 조정이 용이하고 타행시의 소음도 적으며, 급유도 필요없기 때문에 보수도 간소화할 수 있다. 고속운전시의 내구성이 WN 커플링보다 뒤떨어지는 것으로 여겨져 신칸센에서는 사용되지 않았지만, 최근 굴곡판의 내구성이 향상되어 JR 도카이 소속 700계 C19 편성 이후의 그린차(1등차)에서 채용되었으며, N700계 Z·N편성에서 전차량에 본격적으로 채용되었다.

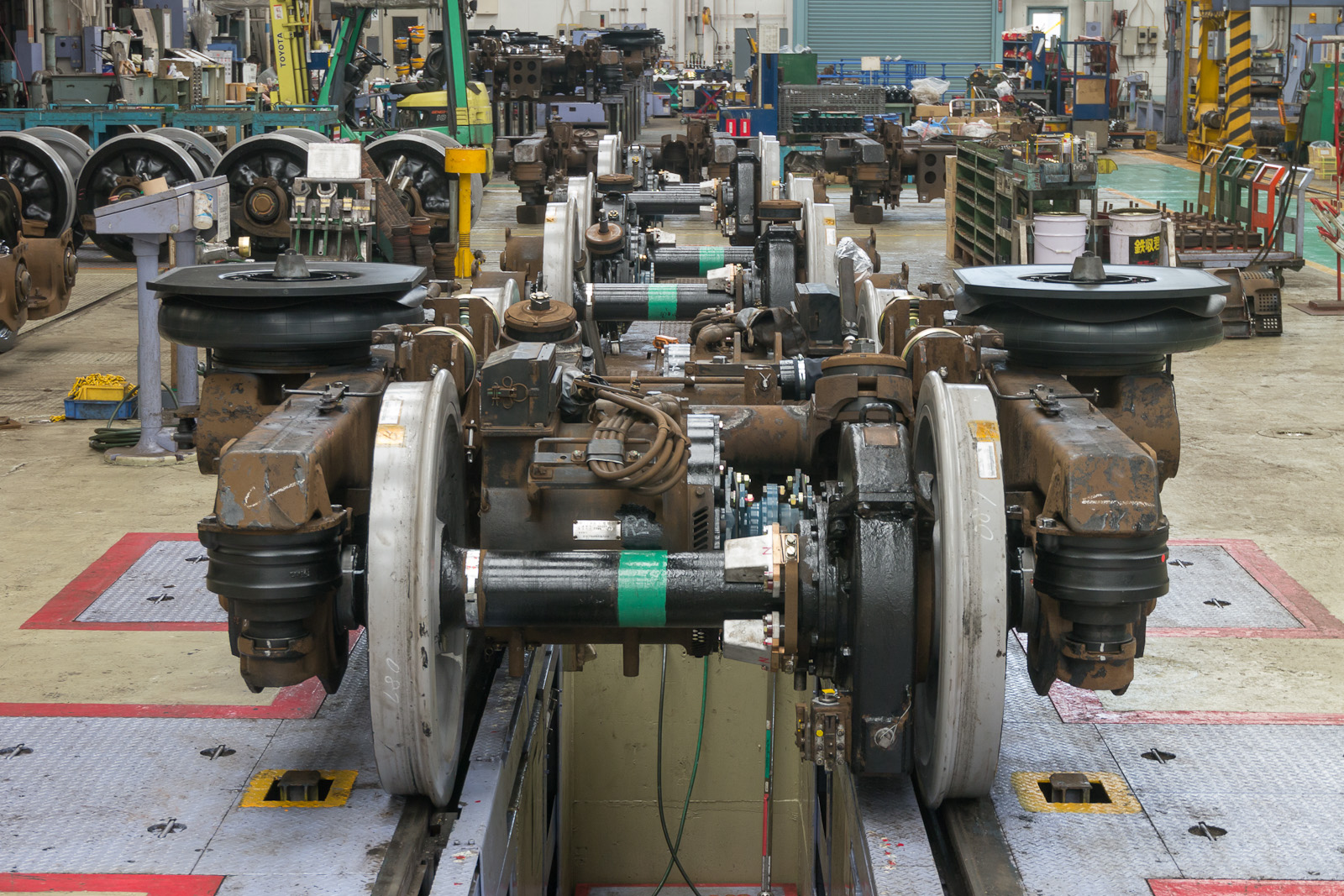
TD 평행카르단 구동장치. 유도전동기로 교체된 205계 5000번대의 대차
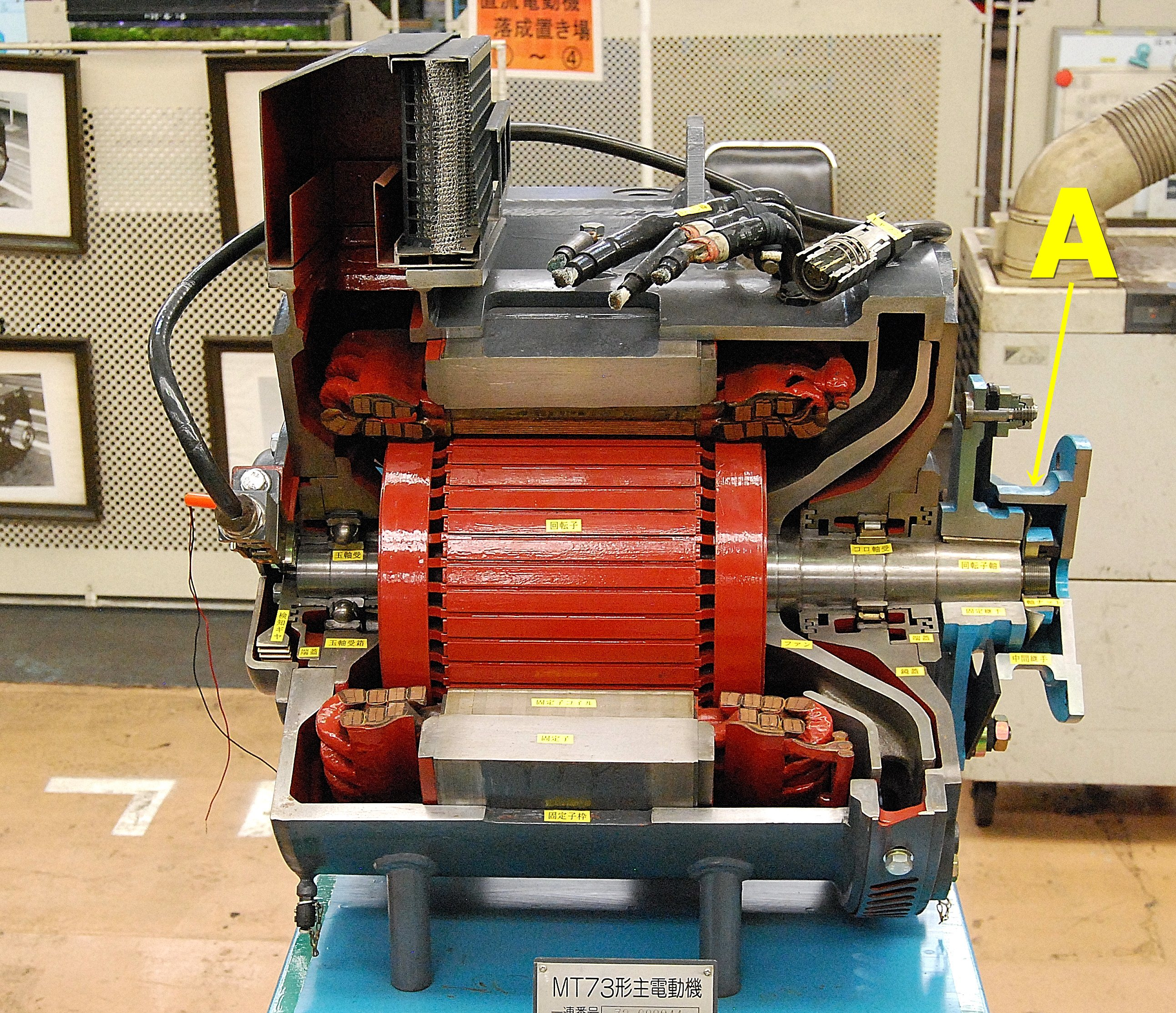
TD 평행카르단 구동방식을 사용한 MT73형 대차 농형 3상 유도전동기의 컷 모델. A가 전동기의 회전자의 출력축 쪽에 직접 설치된 TD 커플링의 굴곡판으로, 그 뒤 윤축의 치차구동축 쪽에 설치된 TD 커플링의 굴곡판과 볼트 체결된다.
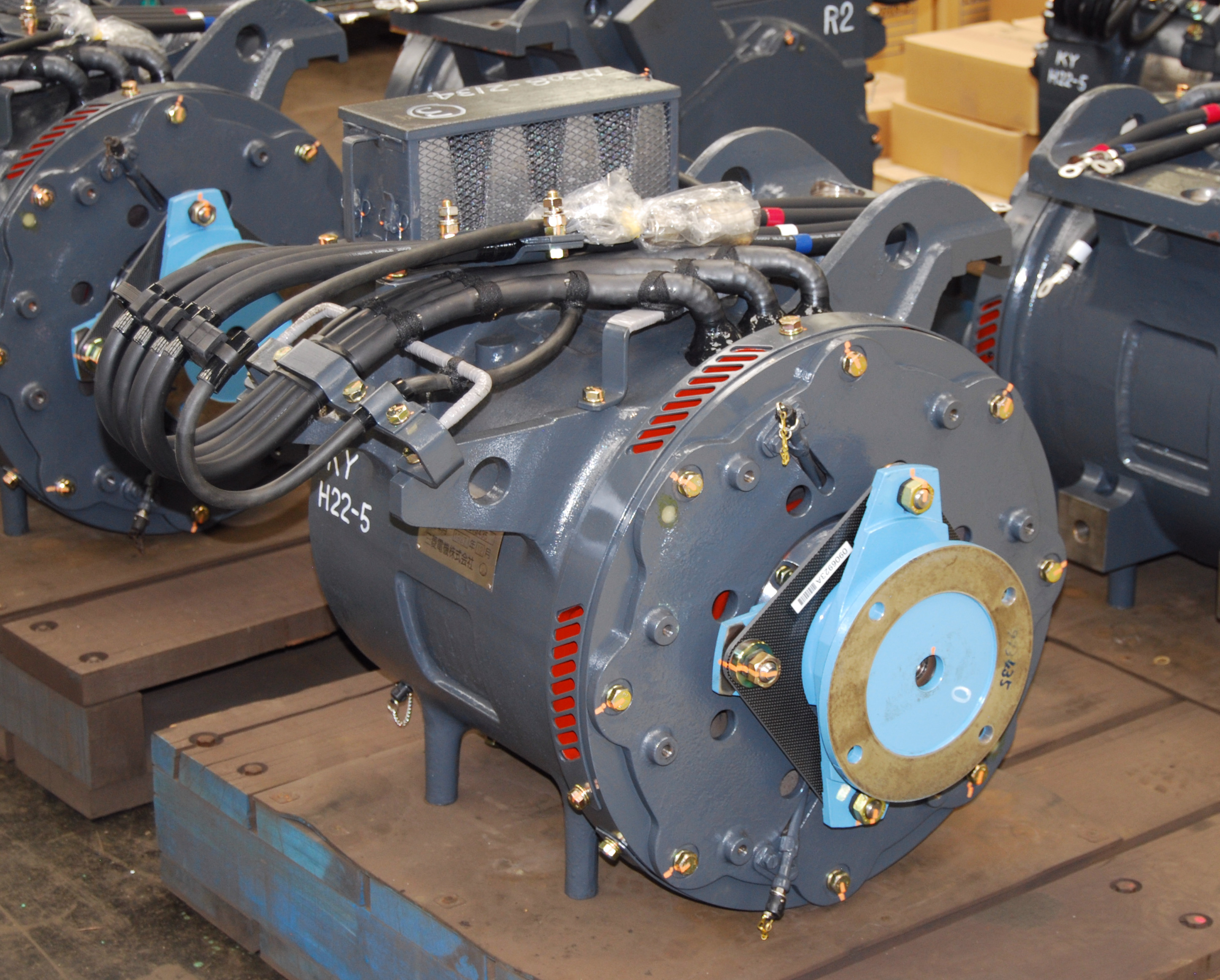
모터 측에 장착된 TD 커플링의 굴곡판을 바깥쪽에서 본 모습.

## 같이 보기
- 카르단 구동방식
- 직각 카르단 구동방식
- 중공축 평행카르단 구동방식
- WN 평행카르단 구동방식